# Petrified
"Petrified" is een nummer van de Amerikaanse hiphopformatie Fort Minor. Het werd eind 2005 uitgebracht als de tweede single van het debuutalbum The Rising Tied uit 2005.

## Achtergrondinformatie
"Petrified" werd alleen in de Verenigde Staten uitgebracht. Het is een van de vier tracks op het album waar Shinoda alleen te horen is. Het nummer is gebruikt in de VH1 serie The Fabulous Life of... What Got What. Als single had het weinig succes: het behaalde geen enkele hitlijst. Tijdens concerten van Shinoda's band Linkin Park, rapt hij soms een couplet van het nummer aan het begin van "Points of Authority".

## Videoclip
De videoclip is volledig in de nacht opgenomen en bovendien in het zwart-wit. Het begint met Shinoda, die een vuurpijl omhoog houdt, waarna hij in en rond een verlaten treinstel rapt; deze bevindt zich op een afgelegen plaats. De Styles of Beyond zijn vaak achter Shinoda te zien als hij het refrein rapt.

## Tracklist

### Vinyl

#### A-kant
1. "Petrified" (Explicit) - 03:40
2. "Petrified" (Radio Edit) - 03:41
3. "Petrified" (Instrumental) - 03:41

#### B-kant
1. "Remember the Name" (Explicit) - 03:47
2. "Remember the Name" (Radio Edit) - 03:47
3. "Remember the Name" (Instrumental) - 03:46

### Cd-single en download
1. "Petrified" (Explicit) - 03:40
2. "Petrified" (Radio Edit) - 03:41
3. "Petrified" (Instrumental) - 03:41
4. "Remember the Name" (Explicit) - 03:47
5. "Remember the Name" (Radio Edit) - 03:47
6. "Remember the Name" (Instrumental) - 03:46

## Werknemers
- Mike Shinoda — Vocalen, songwriting, mixer, engineer, producer
- Mark Kiczula — Engineer
- Shawn Carter — Executive producer
- Brian "Big Bass" Gardner — Mastering

Mike Shinoda